# Dorothy Bar-Adon

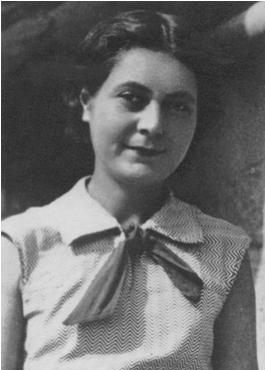
Dorothy Kahn Bar-Adon (vor 1934)

Dorothy Bar-Adon (geboren als Dorothy Kahn 2. August 1907 in Philadelphia; gestorben 7. August 1950 in Merhavia) war ein US-amerikanisch-israelische Journalistin.  

## Leben
Dorothy Kahn wuchs in Atlantic City auf und machte nach dem Besuch der High-School dort ihre ersten journalistischen Erfahrungen. 1933 emigrierte sie nach Palästina und arbeitete in englischer Sprache für die Palestine Post, aus der 1950 die Jerusalem Post wurde. Sie schrieb auch für andere jüdische Zeitungen und Zeitschriften. Ab 1936 lebte sie im Kibbutz Givat Brenner. 
1939 traf sie den Archäologen Pessah Bar-Adon, sie heirateten und bekamen 1940 den Sohn Doron Bar-Adon. 1943 zogen sie in den Moschaw Merhavia. Dorothy Bar-Adon erkrankte 1950 an einer Niereninsuffizienz, für die es seinerzeit keine Behandlungsmöglichkeiten gab.

## Schriften (Auswahl)
- Dorothy Ruth Kahn: Spring up, O well. Einführung Henry W. Nevinson. New York, H. Holt, 1936
- A trip through Upper Galilee. 1942
- New life in Galilee. New York, N.Y. : American Zionist Youth Commission, 1943?
- mit Pesach Bar-Adon: Seven Who Fell. Tel Aviv : Sefer-Press, 1947
- The Twin Villages of Merhavia. Tel Aviv : Sefer-Press, 1948
- Esther Carmel-Hakim (Hrsg.): Writing Palestine 1933–1950. Academic Studies Press, 2016